# Winter triathlon
Il winter triathlon  è uno sport multidisciplinare individuale, che si colloca nell'ambito degli sport invernali. Così come il triathlon del quale è la versione invernale, è articolato su tre prove che si svolgono in immediata successione e sono: corsa, mountain bike e sci di fondo.

## Storia
Il winter triathlon nasce in Europa verso la metà degli anni '80. La prima gara di cui si hanno notizie fu organizzata a Jaca (Spagna) nel 1986 con il nome di "Triathlon Blanco", l'unica differenza dall'attuale winter triathlon era la frazione ciclistica che veniva percorsa con la bici da strada, non essendo ancora diffusa la mountain bike.
Negli anni seguenti la disciplina si espanse alle nazioni vicine con il nome di "Triathlon des Neiges" in Francia e "Triathlon Invernale" in Italia.
Nel 1997 la International Triathlon Union (ITU) organizza i primi campionati mondiali di winter triathlon a Malles Venosta (Italia), e dall'anno seguente rende obbligatorio l'utilizzo della mountain bike, più adatta all'utilizzo invernale (ad eccezione del campionato del mondo del 2000 a Jaca, svoltosi sullo storico percorso del 1986, dove fu per l'ultima volta concesso l'utilizzo della bici da strada).

## Distanze
Le distanze classiche sono: 6 km di corsa a piedi + 12 km in mountain bike + 9 km di sci nordico a tecnica libera. In base alle condizioni meteo ed alla compattezza del manto nevoso le distanze possono essere variate prima della gara, in modo da distribuire equamente i tempi di percorrenza delle tre singole discipline (circa 20 minuti per frazione per i "top athletes").
Si organizzano delle gare su distanze più brevi per le categorie amatoriali, ma anche su distanze più lunghe per gare di "endurance".
Nel 2002 la ITU ha introdotto ai campionati mondiali e continentali la formula a staffetta, nella quale ogni singolo componente di una squadra deve compire un winter triathlon su distanze molto brevi prima del passaggio testimone. Inizialmente le staffette erano maschili e femminili, composte da tre membri dello stesso sesso, dal 2012 sono diventate miste ovvero composte da due atleti uomini e due atlete donne.